# Шевченко, Алексей Николаевич
Алексе́й Никола́евич Шевче́нко (укр. Олексій Миколайович Шевченко; род. 24 февраля 1992, Днепропетровск) — украинский футболист, вратарь казахстанского клуба «Окжетпес».

## Клубная карьера
Алексей — воспитанник любительского клуба «Интер» (Днепропетровск). В 2008 году молодой голкипер пополнил состав второй команды запорожского «Металлурга», за которую провёл сорок шесть матчей за четыре сезона. За первую команду «Металлурга» он дебютировал 13 октября 2011 года в матче против «Львова». В украинской премьер-лиге Алексей сыграл десять игр и пропустил 22 мяча.
В 2013 году перебрался в киевское «Динамо». В 2014 году выступал на правах аренды за ужгородскую «Говерлу» и донецкий «Олимпик». В марте 2015 года перешёл на правах аренды в кутаисское «Торпедо». В июне 2015 года перешёл в другой грузинский клуб на правах аренды, в «Дилу».
22 января 2016 года подписал двухлетний контракт с луганской «Зарёй».
В феврале 2018 года стал игроком львовских «Карпат».
Летом 2018 года подписал пятилетний контракт с донецким «Шахтёром».

## Карьера в сборной
Сыграл по одному матчу в украинских сборных до 18 и до 20 лет. Выступал за молодёжную сборную Украины, на его счету девять встреч.

## Достижения
«Шахтёр» Донецк
- Чемпион Украины (3): 2018/19, 2019/20, 2022/23
- Обладатель Кубка Украины: 2018/19
- Обладатель Суперкубка Украины: 2021